# Shorea flemmichii
Shorea flemmichii là một loài thực vật thuộc họ Dipterocarpaceae. Loài này có ở Brunei và Malaysia. S. flemmichii hiện đang bị đe dọa vì mất môi trường sống do dân số phát triển.